# Apple A12X
Apple A12X Bionic je 64bitový systém na čipu (SoC), založený na architektuře ARM, navržený a vydaný americkou společností Apple. Jedná se o vylepšenou variantu SoCu Apple A12, kdy A12X má 8jádrový procesor a 7jádrový grafický procesor, přičemž má o 90 % rychlejší celkový výkon procesoru než jeho předchůdce Apple A10X. Později, o necelé dva roky později, vznikla také varianta Apple A12Z Bionic, která přidala další jádro do grafického procesoru.

## Specifikace
Systémy na čipu A12X a A12Z vyrábí společnost TSMC pomocí 7nm FinFET výrobním procesem, přičemž obsahují 10 miliard tranzistorů oproti 6,9 miliardám na SoCu Apple A12. A12X je obsahuje 4 GB operační paměti LPDDR4X nebo 6 GB v konfiguracích s úložištěm 1 TB, s maximální šířkou pásma 32 Gbit/s a frekvencí 2,133 GHz. A12Z má standardně 6GB LPDDR4X operační paměť.

### CPU
A12X a A12Z jsou vybaveny 64bitovým osmijádrovým procesorem ARMv8.3-A, avšak navrženým společností Apple. Oba systémy na čipu obsahují čtyři vysoce-výkonná jádra „Vortex“ s frekvencí 2,5 GHz a čtyřmi energeticky-efektivními jádry nazývanými „Tempest“ fungující na frekvenci 1,59 GHz. Jádra Vortex mají sedm širokou dekódovací superskalární architekturu, zatímco jádra Tempest mají 3širokou dekódovací superskalární architekturu. Jádra Tempest jsou zároveň založena na jádrech „Swift“ z Apple A6 a svým výkonem jsou podobná jádrům ARM Cortex-A73.
Jedná se o první systém na čipu od společnosti Apple s osmijádrovým procesorem.

### GPU
A12X Bionic obsahuje 7jádrový grafický procesor navržený společností Apple s dvojnásobným výkonem než předchozí Apple A10X. A12Z má 8jádrový grafický procesor, tedy o jedno jádro více než A12X, což mu umožňuje lepší výkon při editaci, vykreslování 4K videa a rozšířené reality.
V obou systémech je také zabudován pohybový koprocesor M12, s tím, že A12Z navíc obsahuje lepší výkonové řadiče a lepší architekturu pro odvod tepla ve srovnání s A12X, což umožňuje vyšší taktování.

### Neural Engine
Apple A12X a A12Z obsahují hardware neuronové sítě, „Neural Engine“, další generace. Tento hardware neuronové sítě, který je stejný jako u A12 Bionic, dokáže provést až 5 bilionů operací za sekundu.

### Další funkce
Podpora kodeků pro kódování a dekódování byla rozšířena na H.264, H.265, VP8, VP9 a JPEG, s AVC a VC-1 podporou pro dekódování. AV1 není hardwarem podporován.

## Developer Transition Kit
Na své konferenci WWDC v roce 2020 představil Apple tzv. „Developer Transition Kit (2020)“, který používá procesor A12Z s 16 GB operační paměti v Macu Mini, a je tedy prvním počítačem z řady Macintosh, který používá Apple silicon architekturu.
Systém na čipu A12Z byl také použit jako základ pro návrh systému Apple M1, prvního vlastního procesoru společnosti Apple navrženého pro použití v počítačích Mac.

## Zařízení

### A12X Bionic
- iPad Pro (3. generace)

### A12Z Bionic
- iPad Pro (4. generace)
- Developer Transition Kit